# Alimentació a Mesopotàmia

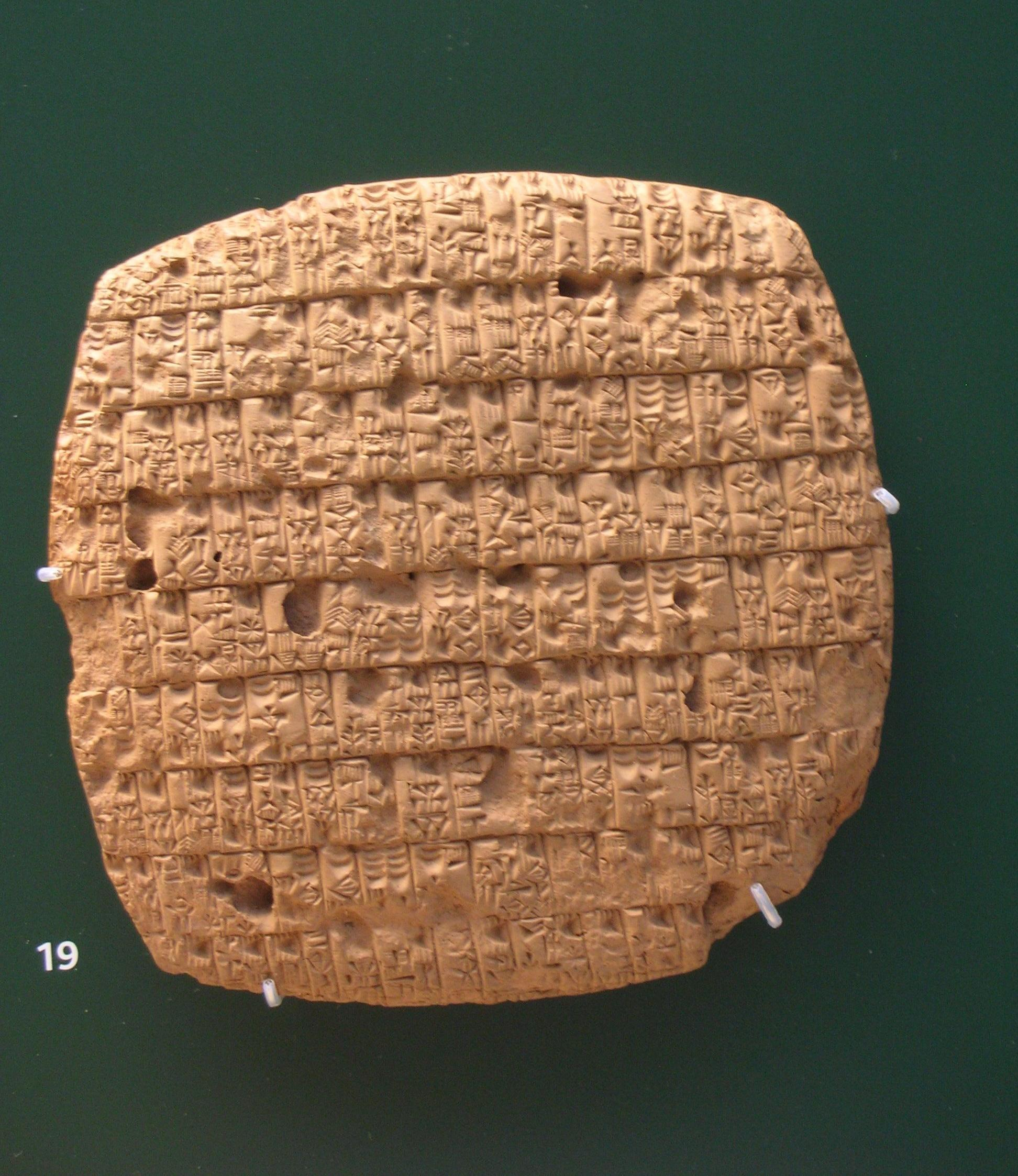
Tauleta d'argila amb el registre de la distribució de les racions d'ordi per a adults i nens trobada a Girsu (Lagaix) el segle XXIV a.C.

L'alimentació a Mesopotàmia inclou el tipus de menjar, begudes i tècniques culinàries de Mesopotàmia. La major part de la informació que ens n'ha pervingut prové de troballes arqueològiques referides a objectes artístics o als atuells situats a les tombes. S'ha conservat una tauleta amb caràcters cuneïformes amb una recepta d'un pastís i un document amb un centenar de receptes que ajuden a entendre les restes trobades i aporta informació sobre com es concebia la cuina. Nombroses escenes representen banquets de déus, que demostren la importància dels àpats en companyia i de tipus festiu en les primeres civilitzacions. Hi havia una cuina a cada habitatge i als edificis públics de menjars, precedents dels restaurants contemporanis, on es podien ingerir aliments en grup. Estaven destinats als visitants, però també podien ser freqüentats per la gent local.
L'agricultura depenia fortament dels rius i els sistemes de canalització de l'aigua. La invenció de l'arada tirada per bous, junt amb les obres dels sistemes d'irrigació (construcció de dics, canals i recs per al regadiu), va permetre un intens desenvolupament i un fort augment de la producció, de l'especialització del treball i de les diferenciacions socials. Les terres es concentraven a les mans dels temples i del palau de cada ciutat, i en quedaven exclosos alguns terrenys d'ús comunal o que es llogaven al poble ras, que treballava els camps dels poderosos o les parcel·les pròpies per obtenir productes per alimentar-se, a canvi d'una part de la collita. Pel que fa als cereals, el més freqüent era l'ordi, ja que era el que s'adaptava millor als sòls secs i a la calor local. Del blat se'n feia pa i també cervesa, i en algunes regions es conreava espelta amb la qual s'elaborava una mena de pasta que servia de massa per a altres plats més elaborats. S'usaven fruites per endolcir els àpats, especialment dàtils i figues. També es consumien pomes i hi havia espai per a la vinya, de la qual s'aprofitava el raïm per menjar i se'n feia vi per beure. Per cuinar es feien servir cebes, cogombres i llegums com els cigrons, i sobretot oli de sèsam; els grans d'aquesta planta també es consumien.
Els animals domesticats proporcionaven la carn de la dieta; la més freqüent era la de xai. Aquesta es complementava amb plats a base d'aus provinents de la caça. Només les famílies més riques podien tenir vaques, que a part de proporcionar llet ajudaven com a força motriu en les tasques agrícoles. La seva carn era molt apreciada. Posteriorment es van introduir els ànecs i, més endavant, les gallines. El porc era conegut des de l'antiguitat, però no ocupava un lloc central en la dieta mesopotàmica. La pesca fornia la carn dels peixos de riu.
Diverses espècies acompanyaven els plats principals, com ara la càssia i el comí. A les salses sovint s'hi afegien festucs i la sal es feia servir com a condiment. Aquesta va adquirir ben aviat un caràcter simbòlic, i compartir la sal era un senyal d'hospitalitat.